# Johannes Falke
Johannes Falke (10. dubna 1823 Ratzeburg – 2. března 1876 Drážďany) byl německý archivář a historik.

## Život
Johannes Falke byl bratr Jacoba von Falke. Nejprve studoval teologii v Erlangenu, pak se ale stal domácím učitelem v Mnichově a věnoval se poezii a dějinám. Roku 1856 se stal tajemníkem Germanischen Nationalmuseum v Norimberku; poté roku 1862 tajemníkem a roku 1864 archivářem v hlavním státním archivu v Drážďanech. Od roku 1856 spolu s Jahannesem Müllerem vydával Zeitschrift für deutsche Kulturgeschichte, který však vycházel pouhé čtyři roky.

## Dílo
- Geschichte des deutschen Handels (Lipsko 1859-60, 2 svazky.)
- Die Hansa als deutsche See- und Handelsmacht (Berlín 1862).
- Die Geschichte des Kurfürsten August von Sachsen in volkswirtschaftlicher Beziehung
- Die Geschichte des deutschen Zollwesens: von seiner Entstehung bis zum Abschluß des deutschen Zollvereins  (Lipsko 1869)